# Memorandumul de la Himmerod
Memorandumul de la Himmerod a fost adoptat la 9 octombrie 1950 de un grup de foști ofițeri ai Wehrmachtului întruniți la Mănăstirea Himmerod. Prin acest memorandum, adresat cancelarului Konrad Adenauer, a fost solicitată reînarmarea Republicii Federale Germania și înființarea Bundeswehr-ului, sub anumite condiții.

## Principalele condiții
- Toți soldații germani condamnați pentru crime de război (Kriegsverurteilte) să fie eliberați.
- Defăimarea soldatului german, inclusiv a celor din Waffen-SS, ar trebui să înceteze.
- Să se ia măsuri pentru asigurarea pensiilor foștilor soldați și văduvelor acestora.[1]

## Urmări
Cancelarul Adenauer, care organizase întrunirea, a acceptat aceste propuneri și, la rândul său, i-a informat pe reprezentanții celor trei puteri occidentale că o armată germană nu va fi posibilă atâta timp cât soldații germani rămân în arest sau sunt aduși în fața instanțelor. Disponibilitatea foștilor aliați de a comuta o serie de pedepse pentru ofițerii încarcerați a fost, fără îndoială, legată de această condiție. În primele luni ale anului 1951 au urmat declarații publice din partea generalului Dwight D. Eisenhower și a altor ofițeri din Forțele Armate ale Statelor Unite, care au subliniat „o diferență reală între soldatul german [pe de o parte] și Hitler și grupul său criminal [pe de altă parte]”.
Bundeswehr, armata Republicii Federale Germania, a fost înființată în anul 1955, iar în 1956 a fost introdus serviciul militar obligatoriu.